# Copa das Nações Afro-Asiáticas
A Copa das Nações Afro-Asiáticas foi uma disputada entre os vencedores da Copa da Ásia e da Copa das Nações Africanas. A primeira edição foi disputada em 1978, onde o Irã derrotou Gana por 3-0, o troféu não foi atribuído: porque a segunda etapa foi cancelada devido a problemas políticos no país. As edições de 1989 e 1999 também foram canceladas.
A competição foi interrompida na sequência por uma decisão da CAF no dia 30 de julho de 2000, depois que representantes da AFC tinham apoiado a Alemanha, em vez da África do Sul na votação para sediar a Copa do Mundo de 2006. A competição estava prevista para ser retomada em 2005 com o jogo entre a Tunísia e Japão, mas foi cancelado. No entanto, o troféu foi retomado em 2007 sob o nome "AFC Asia / Africa Challenge Cup".
A equipe de maior sucesso é o Japão com dois títulos.

## Campeões
| Ano           | Local                        |               | Final               | Final           | Final |
| Ano           | Local                        |               | Placar              |                 |       |
| ------------- | ---------------------------- | ------------- | ------------------- | --------------- | ----- |
| 1985 Detalhes | Camarões Arábia Saudita      | Camarões      | 4 – 1 1 – 2         | Arábia Saudita  |       |
| 1988 Detalhes | Qatar                        | Coréia do Sul | 0 – 0 (pen : 4 – 3) | Egito           |       |
| 1991 Detalhes | Irã Argélia                  | Iran          | 2 – 1 0 – 1         | Argélia         |       |
| 1993 Detalhes | Japão                        | Japão         | 1 – 0 (Prorrogação) | Costa do Marfim |       |
| 1995 Detalhes | Uzbequistão Nigéria          | Uzbequistão   | 2 – 3 0 – 1         | Nigéria         |       |
| 1997 Detalhes | África do Sul Arábia Saudita | África do Sul | 1 – 0 0 – 0         | Arábia Saudita  |       |
| 2007 Detalhes | Japão                        | Japão         | 4 – 1               | Egito           |       |

## Títulos por seleção
| Time            | Campeão        | Vice-campeão   |
| --------------- | -------------- | -------------- |
| Japão           | 2 (1993, 2007) | -              |
| Argélia         | 1 (1991)       | -              |
| Camarões        | 1 (1985)       | -              |
| Nigéria         | 1 (1995)       | -              |
| África do Sul   | 1 (1997)       | -              |
| Coréia do Sul   | 1 (1987)       | -              |
| Egito           | -              | 2 (1987, 2007) |
| Arábia Saudita  | -              | 2 (1985, 1997) |
| Costa do Marfim | -              | 1 (1993)       |
| Iran            | -              | 1 (1991)       |
| Uzbequistão     | -              | 1 (1995)       |